# Кантонський переворот
 Кантонський переворот 20 березня 1926 року, також відомий як інцидент Чжуншань, або інцидент 20 березня, — це чистка комуністичних елементів націоналістичної армії в Гуанчжоу (тоді латинізована як «Кантон»), проведена Чан Кайші. Інцидент зміцнив владу Чана безпосередньо перед успішною Північною експедицією, перетворивши його на одноосібного лідера країни.  